# Szekszárd
Szekszárd er en by i det sydlige Ungarn med 29.707(2024) indbyggere. Byen er hovedstad i provinsen Tolna, og den mindste provinshovedstad i landet.